# Casa Memorială „I. C. Vissarion”
Casa Memorială „I. C. Vissarion” este un muzeu județean din Costeștii Din Vale. Muzeul conservă și expune mobilier original, obiecte personale, manuscrise, invenții personale, documente ilustrând activitatea scriitorului I. C. Vissarion. Scriitorul-țăran I.C. Vissarion (1879 - 1951) este creatorul basmului fantastic. Cele mai cunoscute povești ale sale sunt: Ber-Căciulă și Agerul Pământului. Nenumăratele istorisiri, snoave, șotii și întâmplări de la țară, publicate în bună parte, sunt nu numai un material de literatură dar și un tezaur de documente asupra vieții și mentalității țăranului român.